# Châu Hội
Châu Hội là một xã thuộc huyện Quỳ Châu, tỉnh Nghệ An, Việt Nam.
Xã Châu Hội có diện tích 97,17 km², dân số năm 1999 là 5843 người, mật độ dân số đạt 60 người/km².